# Wilhelm Petersén
Wilhelm Petersén   (Estocolm, 2 d'octubre de 1906 - Nacka, 11 de desembre de 1988) va ser un jugador d'hoquei sobre gel, de bandy i futbolista suec, que va competir durant les dècades de 1920 i 1930.
El 1928 va prendre part en els Jocs Olímpics de Sankt Moritz, on guanyà la medalla de plata en la competició d'hoquei sobre gel. El 1936, als Jocs de Garmisch-Partenkirchen, fou cinquè en la competició d'hoquei sobre gel. En mig d'aquestes dues competicions guanyà el Campionat d'Europa de 1932.
Petersén és un dels tres únics esportistes que ha competit internacionalment en futbol, bandy i hoquei sobre gel, i que alhora ha guanyat els títols suecs en els tres esports. En hoquei sobre gel guanyà la lliga sueca amb l'AIK el 1934 i 1935, alhora que fou el màxim golejador en les lligues de 1928, 1932, 1933 i 1937. En futbol guanyà la lliga sueca de 1932 amb l'AIK i fou dues vegades internacional el 1930. En bandy guanyà la lliga sueca el 1931 i fou dues vegades internacional entre 1931 i 1932.